# 伏見ライフプラザ
伏見ライフプラザ （ふしみライフプラザ） は、愛知県名古屋市中区栄一丁目（伏見）にある高層ビルである。

## 概要
名古屋都心部にある「中消防署｣をビルとして再開発して有効活用し、都心部に新たな公共施設などを整備する為に建設された超高層ビルである。
高齢化社会の進展を睨んで開設した高齢者の為の学習施設「鯱城学園」や環境保護の促進を目指した「環境学習センター」などが設置されている。

## 名古屋市環境学習センター エコパルなごや
1995年（平成7年）12月1日に開館した環境教育施設。愛称はエコパルなごやで公募により決定した。ネーミングコンセプトは「環境を学ぶ仲間が集まる場所」で、エコパルとはエコロジーを意味するエコと仲間を意味するパルからつけられたもの。2018年（平成30年）5月3日にリニューアルオープン。
館内は展示室、バーチャルスタジオ、ワークショップで構成されている。展示室は、公害・環境保全、ごみ減量、生物多様性、地球温暖化についてのパネル展示が行われているほか、バーチャルスタジオでは大型スクリーンによる映像とマスコットキャラクター「コパ」による解説で環境問題を学ぶことができる。またワークショップでは廃材を利用した実験や作品作りを行っている。

## 主なテナント
- 名古屋市消防局中消防署
- 消費生活センター
- 高年大学鯱城学園
- エコパルなごや（名古屋市環境学習センター）

### フロア構成
| 14階 | 防災行政無線機械室、食堂        | 名古屋市応急手当研修センター            |
| 13階 | なごやボランティア・NPOセンター | 名古屋市環境学習センター エコパルなごや |
| 12階 | 消費生活センター                | 消費生活センター                        |
| 11階 | 消費生活センター                | 消費生活センター                        |
| 10階 | 消費生活センター                | 消費生活センター                        |
| 9階  | 高年大学鯱城学園                | 高年大学鯱城学園                        |
| 8階  | 高年大学鯱城学園                | 高年大学鯱城学園                        |
| 7階  | 高年大学鯱城学園                | 高年大学鯱城学園                        |
| 6階  | 防火管理研修センター            | 防火管理研修センター                    |
| 5階  | 鯱城ホール                      | 鯱城ホール                              |
| 4階  | 中消防署                        | 中消防署                                |
| 3階  | 中消防署                        | 中消防署                                |
| 2階  | 中消防署                        | 中消防署                                |
| 1階  | 中消防署                        | 中消防署                                |

## 最寄り駅
- 名古屋市営地下鉄東山線・鶴舞線 伏見駅または大須観音駅下車。

## 参照
- 総合設計制度適用事例（事業向け情報）名古屋市（ウェブサイト）